# Jaskinia w Grunwaldzkiej Skale
Jaskinia w Grunwaldzkiej Skale – jaskinia w skale Grunwald w rezerwat przyrody Skamieniałe Miasto w Ciężkowicach, w województwie małopolskim, w powiecie tarnowskim. Pod względem geograficznym znajduje się na Pogórzu Ciężkowickim będącym częścią Pogórza Środkowobeskidzkiego.
Skała Grunwald znajduje się przy parkingu przy drodze nr 977, a jaskinia w jej zachodniej ścianie  (przy parkingu). Jest to próżnia skalna pomiędzy skałą Grunwald a kilkoma wielkimi, odpękniętymi od niej blokami skalnymi. Główny otwór ma ekspozycję północno-zachodnią i wysokość około 4 m. Prowadzi od niego korytarz o szerokości do 1,5 m i wysokości od 1,5 do 4,3 m. W odległości około 7 m od otworu odgałęzia się od niego na lewo boczny korytarz 3-metrowej długości. Główny ciąg korytarza biegnie w kierunku północnym i zakręca na zachód. Obydwa korytarze łączą się z sobą i uchodzą drugim otworem pod okapem skały.
Skała zbudowana jest z piaskowca ciężkowickiego. Na dnie jaskini jest piasek, rumosz skalny i nawiane przez wiatr liście. Jest prawie w całości widna. Zwierząt i roślin nie obserwowano.
Jaskinia znana jest od dawna i odwiedzana. Po raz pierwszy opisał ją Kazimierz Kowalski w 1951 roku. Aktualnych pomiarów dokonał G. Mleczek i T. Mleczek w kwietniu 2009 r. T. Mleczek opracował plan jaskini.

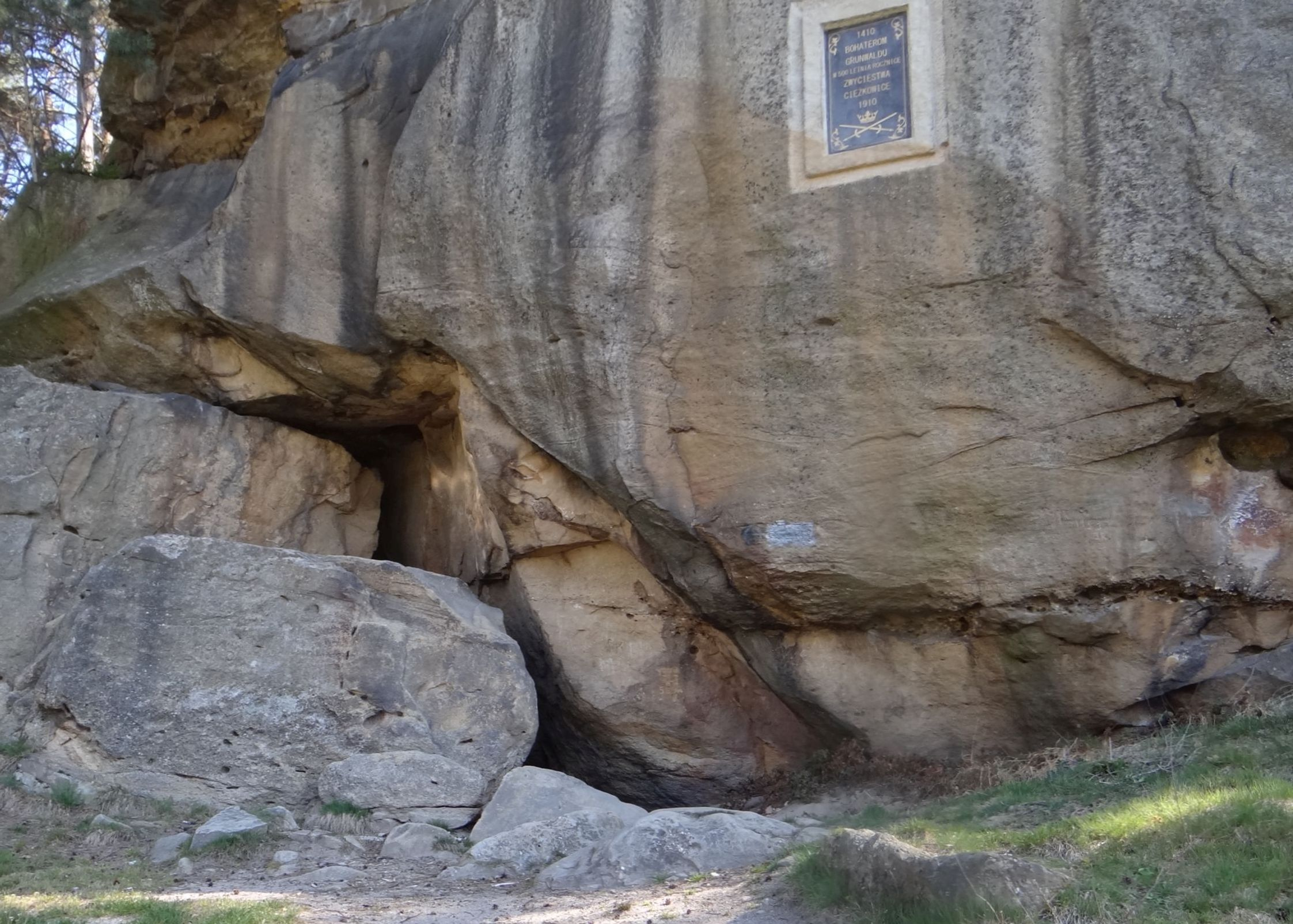
Otwór 1
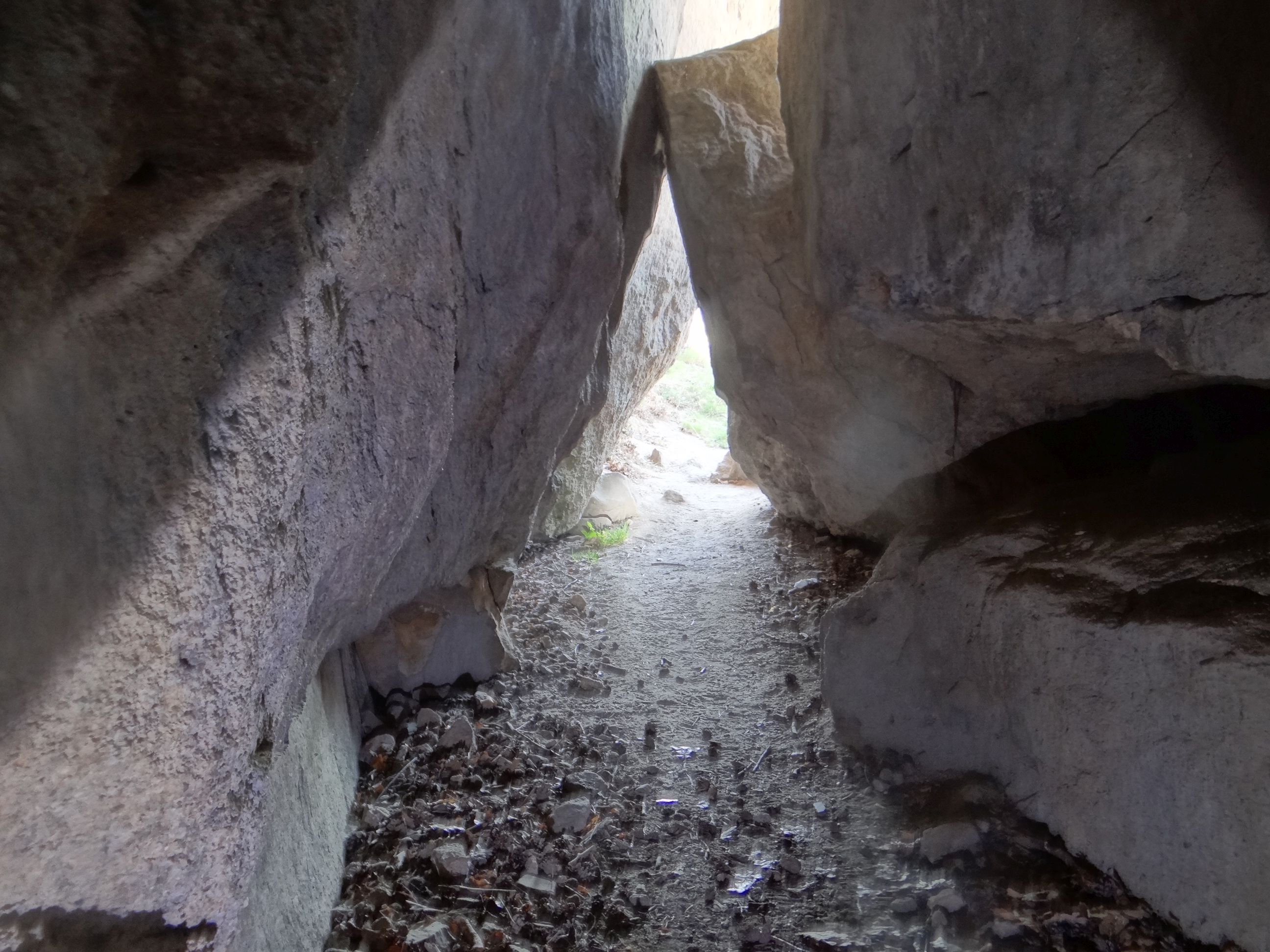
korytarz
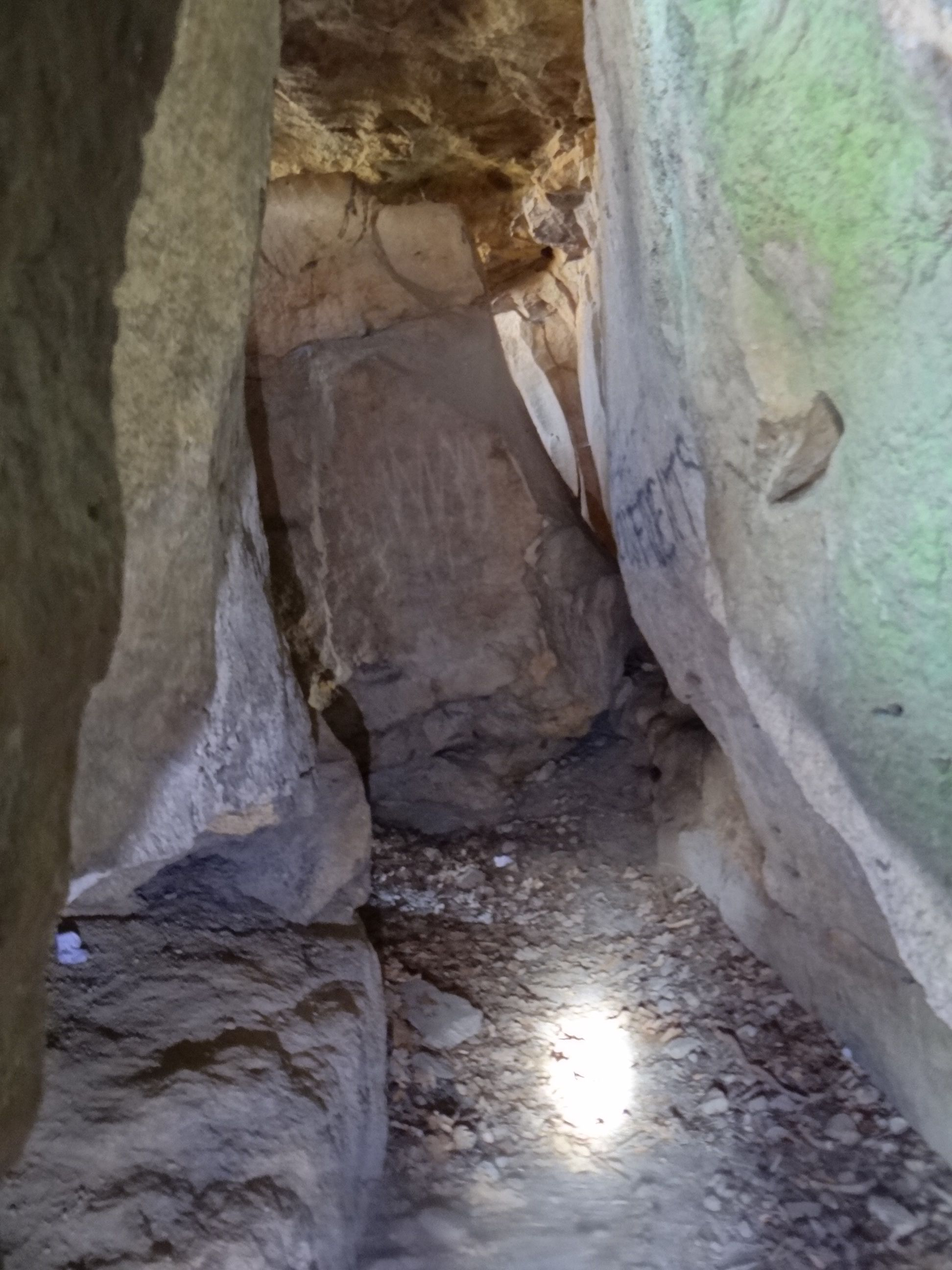
Korytarz
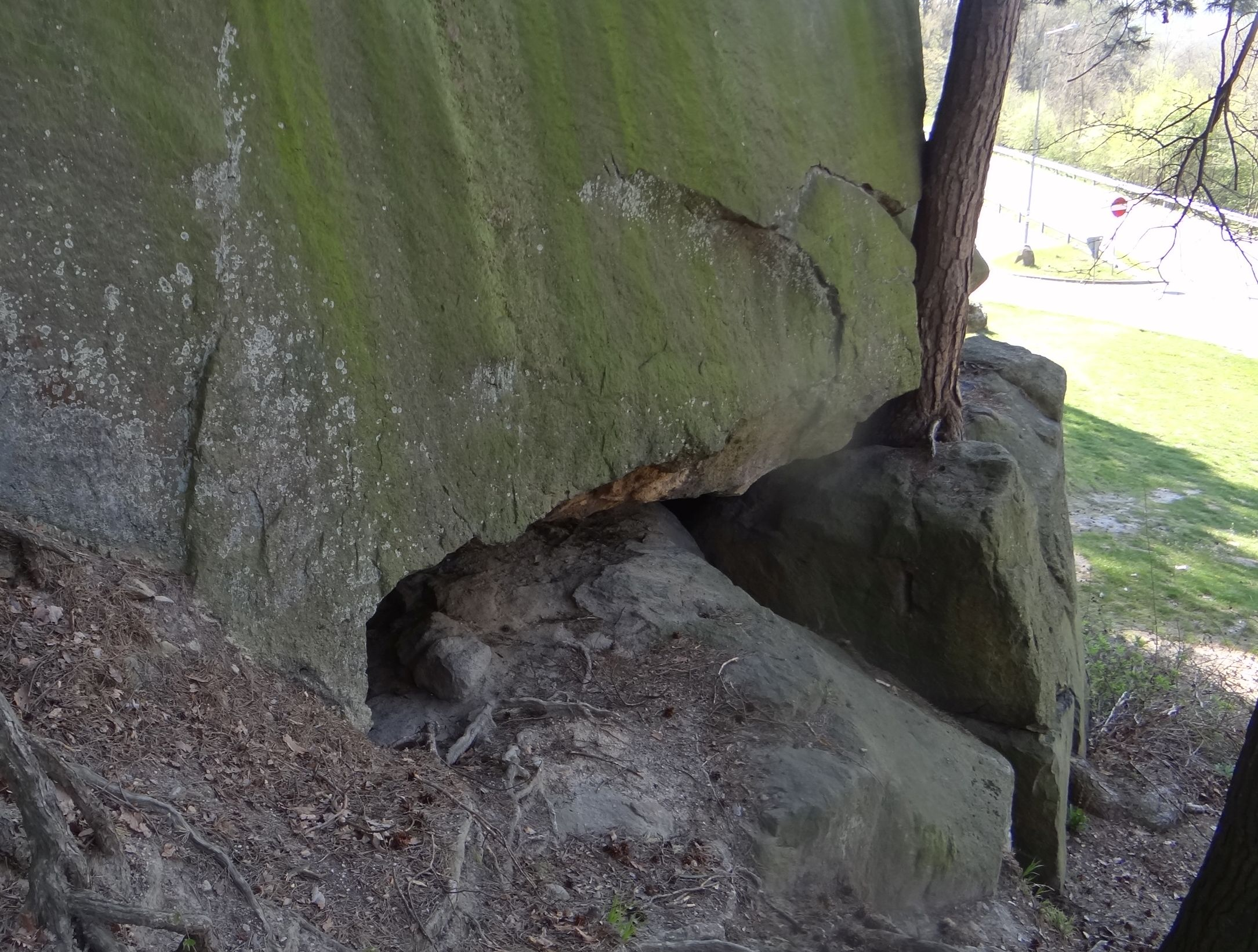
Otwór 2